# Courcelles-de-Touraine
Courcelles-de-Touraine és un municipi francès, situat al departament de l'Indre i Loira i a la regió de Centre – Vall del Loira. L'any 2007 tenia 420 habitants.

## Demografia

### Població
El 2007 la població de fet de Courcelles-de-Touraine era de 420 persones. Hi havia 162 famílies, de les quals 34 eren unipersonals (13 homes vivint sols i 21 dones vivint soles), 60 parelles sense fills, 64 parelles amb fills i 4 famílies monoparentals amb fills.
La població ha evolucionat segons el següent gràfic:
Habitants censats

### Habitatges
El 2007 hi havia 209 habitatges, 169 eren l'habitatge principal de la família, 23 eren segones residències i 17 estaven desocupats. Tots els 208 habitatges eren cases. Dels 169 habitatges principals, 141 estaven ocupats pels seus propietaris, 26 estaven llogats i ocupats pels llogaters i 2 estaven cedits a títol gratuït; 10 tenien dues cambres, 25 en tenien tres, 59 en tenien quatre i 76 en tenien cinc o més. 126 habitatges disposaven pel capbaix d'una plaça de pàrquing. A 69 habitatges hi havia un automòbil i a 85 n'hi havia dos o més.

### Piràmide de població
La piràmide de població per edats i sexe el 2009 era:
| Homes | Edats   | Dones |
| ----- | ------- | ----- |
| 0     | 95 o +  | 0     |
| 0     | 90 a 94 | 0     |
| 4     | 85 a 89 | 8     |
| 0     | 80 a 84 | 12    |
| 24    | 75 a 79 | 12    |
| 8     | 70 a 74 | 4     |
| 12    | 65 a 69 | 12    |
| 4     | 60 a 64 | 12    |
| 8     | 55 a 59 | 8     |
| 8     | 50 a 54 | 4     |
| 8     | 45 a 49 | 12    |
| 12    | 40 a 44 | 4     |
| 32    | 35 a 39 | 12    |
| 12    | 30 a 34 | 20    |
| 8     | 25 a 29 | 4     |
| 0     | 20 a 24 | 4     |
| 12    | 15 a 19 | 8     |
| 4     | 10 a 14 | 16    |
| 12    | 5 a 9   | 12    |
| 4     | 0 a 4   | 20    |

## Economia
El 2007 la població en edat de treballar era de 251 persones, 189 eren actives i 62 eren inactives. De les 189 persones actives 173 estaven ocupades (93 homes i 80 dones) i 16 estaven aturades (2 homes i 14 dones). De les 62 persones inactives 27 estaven jubilades, 16 estaven estudiant i 19 estaven classificades com a «altres inactius».

### Ingressos
El 2009 a Courcelles-de-Touraine hi havia 176 unitats fiscals que integraven 466 persones, la mediana anual d'ingressos fiscals per persona era de 15.307 €.

### Activitats econòmiques
Dels 9 establiments que hi havia el 2007, 3 eren d'empreses de construcció, 1 d'una empresa de comerç i reparació d'automòbils, 4 d'empreses d'hostatgeria i restauració i 1 d'una empresa de serveis.
Dels 3 establiments de servei als particulars que hi havia el 2009, 1 era un guixaire pintor, 1 lampisteria i 1 restaurant.
L'any 2000 a Courcelles-de-Touraine hi havia 17 explotacions agrícoles que ocupaven un total de 1.072 hectàrees.

## Equipaments sanitaris i escolars
El 2009 hi havia una escola elemental integrada dins d'un grup escolar amb les comunes properes formant una escola dispersa.

## Poblacions més properes
El següent diagrama mostra les poblacions més properes.